# Jaime Artus
Jaime Artus Villa (Linares, 15 de enero de 1986) es un actor chileno de cine, teatro y televisión, y youtuber.

## Biografía
Empezó haciendo el papel de Nicolás, en la serie de Canal 13 Nadie me entiende, entre otras participaciones especiales. Además figuró en la serie Futuro, de Mega.
Posteriormente, en 2010, ingresa al elenco de Yingo primero como participante y, más adelante, como actor. En sus primeras apariciones como integrante del programa juvenil de Chilevisión, hizo gala de otro talento que lo hizo famoso entre los chicos del elento: las imitaciones. Jaime imitaba magistralmente a varios personajes, incluyendo a su compañero de elenco, Karol Dance.
Jaime se integra al área dramática del canal, debutando en la exitosa miniserie Don Diablo, haciendo el papel de Pipo, un joven voyeurista y algo ardentón a quien le gusta mirar a las chicas de su escuela, y suele aparecerse en ciertas ocasiones en que estas se reúnen en un entorno privado, también debuta en Vampiras -como el adinerado y arrogante Mario Joaquino Riconi-, y finalmente concluye su participación en Chilevisión integrando la telenovela Gordis, en donde hizo el papel de Patrick Lizama, un chico rebelde pero esconde muchos sentimientos dentro.
En 2014, integra el área dramática de Canal 13, para sumarse al elenco de la teleserie Mamá mechona.
En el 2015 se unió al elenco de 20añero a los 40 de Canal 13, una teleserie que se estrenó el domingo 3 de enero de 2016.
Actualmente se dedica como youtuber en las redes sociales, una nueva faceta.

## Teleseries
| Teleseries | Teleseries           | Teleseries                | Teleseries |
| Año        | Teleserie            | Rol                       | Canal      |
| ---------- | -------------------- | ------------------------- | ---------- |
| 2009       | Corazón rebelde      | David Campbell            |            |
| 2011       | Vampiras             | Mario Joaquino Riconi     |            |
| 2012       | Gordis               | Patrick Lizama            |            |
| 2014       | Mamá mechona         | Nicolás Alvear            |            |
| 2016       | Veinteañero a los 40 | Bastián Bustamante Guerra |            |

## Series
| Series | Series            | Series              | Series      |
| Año    | Series            | Rol                 | Canal       |
| ------ | ----------------- | ------------------- | ----------- |
| 2009   | Nadie me entiende | Nicolás             | Canal 13    |
| 2009   | Los 80            | Cristian Plaza      | Canal 13    |
| 2010   | Don Diablo        | Felipe "Pipo" López | Chilevisión |
| 2010   | Futuro            | Benjamín del Sol    | Mega        |

## Programas de televisión
- Yingo (Chilevisión, 2010-2011) - Integrante
- Este programa es súper bueno (Vía X, 2012) - Invitado
- Planeta comedia (Vía X, 2013) - Invitado
- Algo personal (UCV, 2016) - Invitado
- SLBtech (Youtube, 2017) - Invitado
- Sabingo (Chilevision, 2019 - Actual) - Panelista